# 10272 Yuko
10272 Yuko este o planetă minoră (asteroid), cu un diametru de 3,952 km, din centura de asteroizi. A fost descoperită pe 1 martie 1981 la Observatorul Siding Spring de Schelte J. Bus. 
Obiectul prezintă o orbită caracterizată de o semiaxă mare de 2,7524023 UAi, o excentricitate de 0,11, o înclinație de 11,89599 ° în raport cu ecliptica.